# Cepora celebensis
Cepora celebensis é uma borboleta da família Pieridae. Pode ser encontrada em Celebes.

## Subespécies
As seguintes subespécies são reconhecidas:
- Cepora celebensis celebensis
- Cepora celebensis kazuyoe Watanabe, 1987 (sudeste de Sulawesi)